# 支持選擇偏誤
支持選擇偏誤是一種認知偏誤，是指人一旦做出决定就會相信自己做了正確的選擇。例如如果一个人选择了A选项而不是B选项，他们很可能会忽视或淡化A选项的缺点，而放大或賦予B选项的负面缺点。

## 不同选择偏误类型

### 错误归因
当信息被归因于错误的来源时，它导致了一种选择支持性偏见。例如，如果一个人必须在两双运动鞋中做出选择，而所选择的那双鞋略微紧一些，而放弃的那双鞋则完全合适，那么所选择的那双鞋就会被记忆为完全合适，而放弃的那双鞋则会被记忆为略微紧一些（尽管现实中并非如此）。
虽然错误归因的前提是对与一个人的决定有关的信息进行正确的编码和回忆，但信息的来源仍然不清楚或不正确。因此，它不会被误认为是完全错误的信息。

### 事实失真
当属于所选选项的事实被扭曲地记住时，事实扭曲就会导致一种选择支持性偏见。这种扭曲是指所选选项的客观价值和/或特征被错误地记住，而不是其实际价值。 事实扭曲的一个例子是，如果你必须从两辆最高时速都为130英里的汽车中选择一辆，那么被放弃的汽车会被记为最高时速为100英里，而被选择的汽车则会被记为最高时速为160英里。因此，有关这两辆车的事实都被扭曲了。
在整个文献中，对事实扭曲的种类仍有争议；因此，对其如何运作没有共识。一些作者认为，失真主要发生在被偏爱的选项被更优先地错误记忆时，而其他研究者则认为，记忆失真不会发生或只可能发生在决策后阶段。总之，一些研究认为，持有失真不会发生的信念（一旦做出决定）意味着事实不会被歪曲。

### 选择性遗忘
选择性遗忘的结果是，当信息被选择性地遗忘时，就会产生一种支持选择的偏见。在这方面，被选择的选项的积极属性和被放弃的选项的消极属性在记忆中的保留率较高，而替代选项从记忆中消失的速度则较快。选择性遗忘的一个例子是，你正确地记住了你所选择的那双运动鞋很有美感，但却忘记了它有点紧。这种遗漏的错误可能与记忆的超时容量有限有关，也就是所谓的短暂性。

### 虚假记忆
选择支持性偏见中的虚假记忆是指那些不属于最初决定的项目被记忆为呈现。如果这些新的项目是正面的，它们就会被记成属于被选择的选项，如果是消极的，它们就会被记忆为属于被放弃的选项。例如，一双被选择的鞋子可能会被记忆为适合跑步，尽管并没有关于鞋子跑步能力的信息。
这种类型的错误与选择支持性偏见中其他类型的错误记忆有着本质的区别，因为它不是由于正确的编码和后来的混淆，而是由于完全错误的记忆。这种类型的偏见意味着错误记忆的事件会影响到未来的态度，并可能影响到决策。